# Sohlbach (Siegen)
Sohlbach ist ein Stadtteil der Großstadt Siegen.

## Geografie
Sohlbach liegt etwa 8 km nordwestlich vom Siegener Stadtkern entfernt im Sohlbachtal. Der Ort liegt auf einer Höhe zwischen 270 und 330 m. Höchster Berg in der Gemarkung ist der Holenborn mit 404,8 m Höhe westlich des Ortes.
Sohlbach liegt im Norden Siegens und grenzt unter anderem an die Stadtteile Geisweid im Süden, Langenholdinghausen und Buchen im Westen sowie an die Kreuztaler Stadtteile Fellinghausen im Nordwesten und Buschhütten im Nordosten. Die Sohlbacher Gemarkung ist mit 1,98 km² eine der kleineren Gemarkungen im Siegener Stadtgebiet. Der Ort ist im Süden mit Geisweid und im Nordwesten mit Buchen verwachsen.

## Geschichte
Sohlbach wurde im Jahr 1461 erstmals urkundlich erwähnt.
Teile Sohlbachs wurden am 1. Oktober 1958 in die Gemeinde Klafeld eingegliedert. Am 1. Juli 1966 wurde die bis zu diesem Zeitpunkt dem Amt Weidenau angehörige Gemeinde durch das erste Gesetz zur Neugliederung des Landkreises Siegen in die neu gegründete Stadt Hüttental eingegliedert. Im Zuge der erneuten kommunalen Neugliederung wurde die Stadt Hüttental am 1. Januar 1975 in die Stadt Siegen eingegliedert, womit Sohlbach ein Stadtteil Siegens wurde.

### Einwohnerzahlen
Einwohnerzahlen des Ortes:
| Jahr | Einwohner |
| ---- | --------- |
| 1818 | 53        |
| 1885 | 74        |
| 1895 | 66        |
| 1905 | 116       |
| 1910 | 171       |
| 1925 | 224       |

| Jahr | Einwohner |
| ---- | --------- |
| 1933 | 240       |
| 1939 | 285       |
| 1950 | 371       |
| 1961 | 417       |
| 1994 | 574       |
| 2004 | 564       |

| Jahr | Einwohner |
| ---- | --------- |
| 2006 | 586       |
| 2008 | 578       |
| 2009 | 571       |
| 2010 | 569       |
| 2011 | 547       |
| 2012 | 549       |

| Jahr | Einwohner |
| ---- | --------- |
| 2013 | 537       |
| 2014 | 537       |
| 2015 | 585       |
| 2016 | 577       |
| 2022 | 604       |
| 2023 | 616       |

## Infrastruktur
Der Norden Sohlbachs ist sehr landwirtschaftlich geprägt, Industrie ist hier nicht vertreten. Im Süden des Ortes liegt östlich der Hauptstraße ein kleines, langgezogenes Industriegebiet. Der Ort liegt an der Kreisstraße 26, die von Geisweid nach Junkernhees führt. Über eine Abzweigung ist Sohlbach direkt an Buschhütten angebunden. Über Geisweid ist der Ort an die Hüttentalstraße und die Bundesautobahn 45 angeschlossen.
Buchen verfügt über ein Gemeindezentrum, ein Gemeindehaus, ein Bürgerhaus, einen Spielplatz und eine Grundschule, die Albert-Schweitzer-Schule.

## Persönlichkeiten
- Jakob Scheiner (1820–1911); Maler